# Dachdeckung

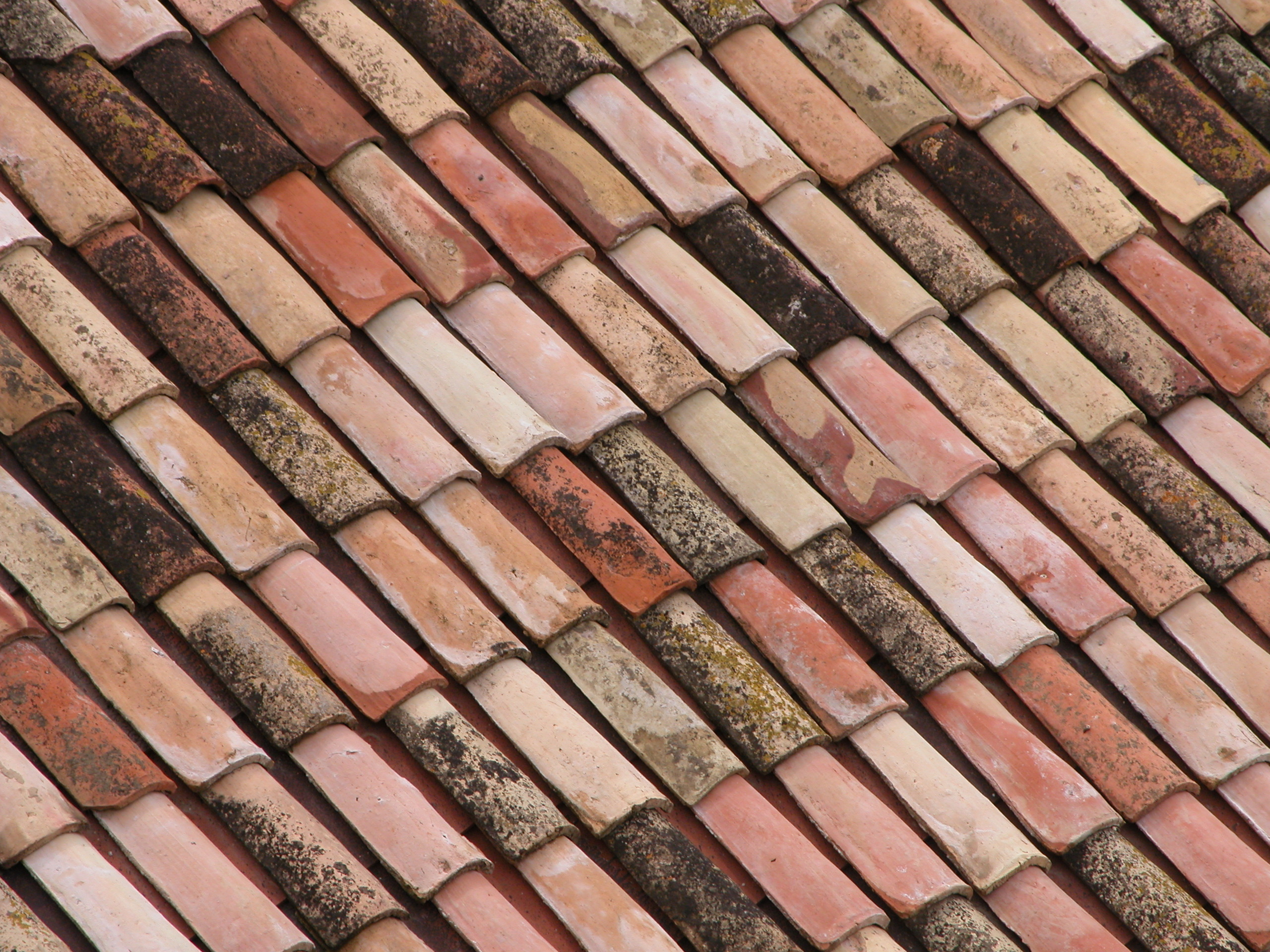
Historische Ziegeldeckung (Mönch und Nonne)

Die Dachdeckung ist die äußerste, Regen und Wetter abwehrende Schicht des Daches. Sie wird von der Dachkonstruktion getragen und bildet den Hauptbestandteil der Dachhaut.

## Grundlagen
Je nach Dachform, Dachneigung, Witterungsbedingungen und planungsrechtlichen Vorgaben kommen verschiedene Materialien und Verarbeitungsformen zum Einsatz. Alle Dachdeckungen haben gemeinsam, dass die Dachhaut aus einzelnen, gelegten Bauteilen besteht. Zwischen diesen könnte Wasser einsickern, und gedeckte Dächer erfordern daher eine – von der verwendeten Konstruktion abhängige – Mindestneigung. Flachdächer werden nicht gedeckt, sondern erhalten eine Dachabdichtung.
Historische Dächer waren in aller Regel nicht abgedichtet. Der Raum im Dachstuhl wurde nicht als Wohnraum benutzt, so dass eventuell anfallende Feuchtigkeit ohne Probleme wieder verdunsten konnte.
Traditionell hat jede Region eine klassische Form der Dachdeckung (z. B. im Münsterland rote Tondachziegel, im Sauerland Schiefersteine), in der modernen Architektur finden jedoch überall verschiedenste Materialien und Verfahren Anwendung.
Die Zulässigkeit und die Anforderungen an Dacheindeckung sind in den amtlichen Baustofflisten erfasst und in spezifischen europäischen und nationalen Normen geregelt.

## Arten der Dachdeckung

### Typen der Dachdeckung
Die äußere Schicht der Dachkonstruktion wird als Dachhaut bezeichnet. Unterschieden werden:
- die Dachdeckung im engeren Sinne, aus einzelnen Bauteilen, die nicht wasserdicht miteinander verbunden sind, sondern das Wasser nur ableiten:
Eindeckung mittels Materialien wie Stein, Beton, Ziegel, Holz, Stroh, Schilf, Metalle und Folien mit offenen Fugen.
- die Dachabdichtung, die vollständig wasserdicht ist und so auch auf einem Flachdach eingesetzt werden kann:
Abdichtung aus verschweißten Bitumendachbahnen oder verklebten Kunststoffbahnen

Zum Schutz vor UV-Strahlung, mechanischer Beschädigung, Brand oder als ökologische Ausgleichsmaßnahme kann die Dachabdichtung z. B. mit Kies, Holz, Betonplatten oder einer Pflanzschicht abgedeckt werden. Diese Abdeckung wird dadurch nicht zur Dachhaut, sondern zu ihrem Bestandteil. Zum Brandschutz definiert die „DIN 4102-7 Brandverhalten von Baustoffen und Bauteilen – Teil 7“ dazu die Begriffe „Harte Bedachung“ und „Weiche Bedachung“.

### Harte Deckungen (Hartdach)
Unter einer „harten Bedachung“ versteht man – im Gegensatz zum feuergefährdeten Weichdach – eine Dacheindeckung, die nach DIN 4102 Teil 4 ausreichend resistent gegen strahlende Wärme und Flugfeuer ist. Damit soll eine Brandausbreitung z. B. vom in Brand stehenden Nachbargebäude verhindert werden. Ist die Dacheindeckung nicht „hart“, müssen größere Abstände zu den Grundstücksgrenzen eingehalten werden. Beispiele harter Bedachung sind: 

- Dachziegel aus Ton gebrannt, roh oder glasiert – EN 490
- Naturstein (Schiefer, Gneis, Sandstein) – EN 1304

Obige Formen zählen zu den klassischen historischen Materialien, die seit Jahrtausenden verwendet werden. Modernere Entwicklungen sind:
- Betondachstein
- Bitumendachschindeln – EN 544
- Faserzement (früher Asbestzement) – zum Beispiel „Eternit“, ebene Platten oder Wellplatten – EN 492, EN 494
- Kunststoff – ebene oder gewellte Platten oder Folien
- Metall – gefalzte Blechscharen, flaches, gewelltes oder Trapezblech, neuerdings auch Dachplatten, aus verzinktem Stahl, Zink, Kupfer, Aluminium, Blei oder Edelstahl
- Glasdach, Stegplatten aus Acrylglas und andere transparente Werkstoffe
- Solarmodul (direktdeckende Solarmodule, auch mit Dachziegeln/-Steinen kombinierbar)

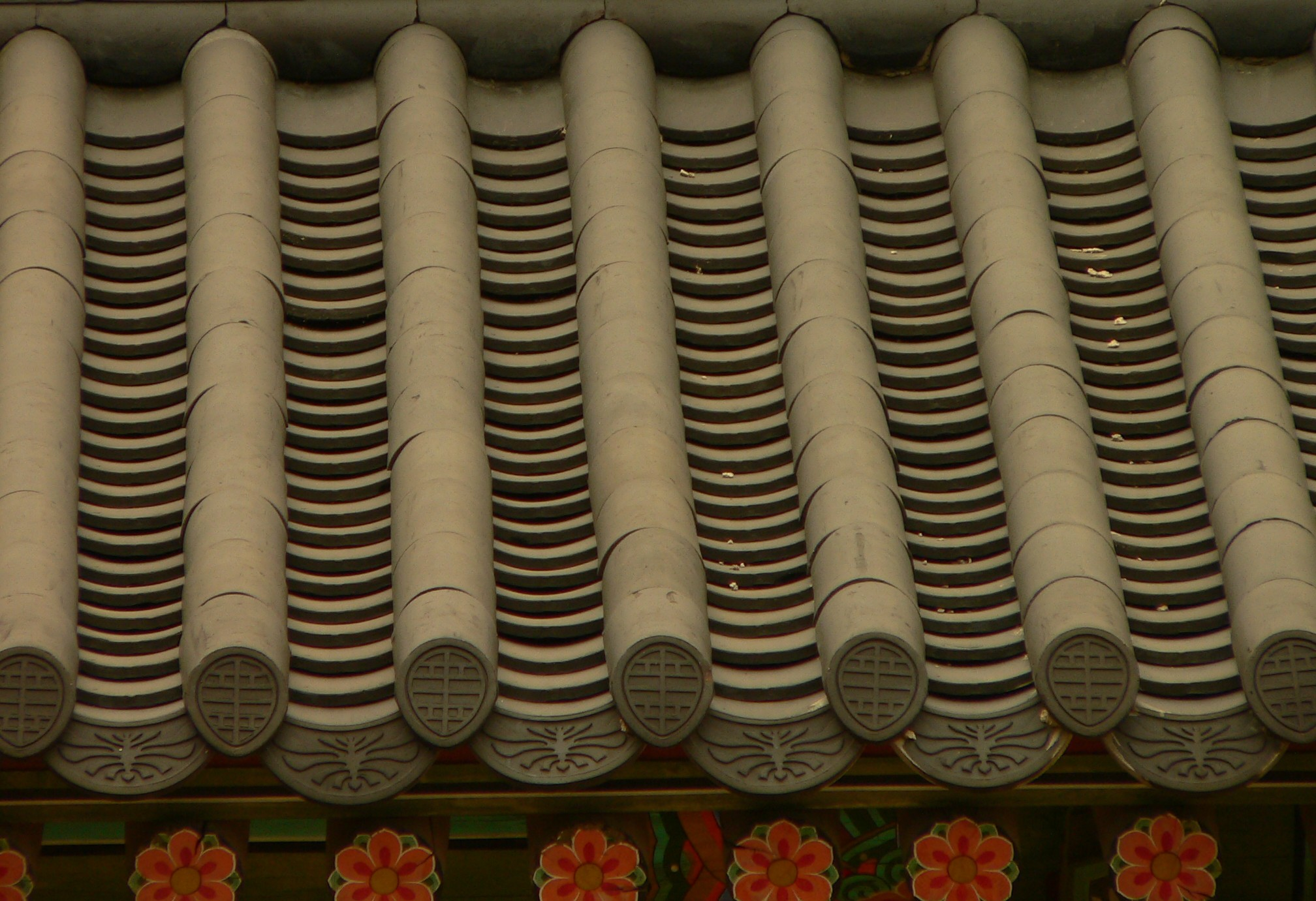
Dachziegel, Korea – Imitation eines Bambusdachs
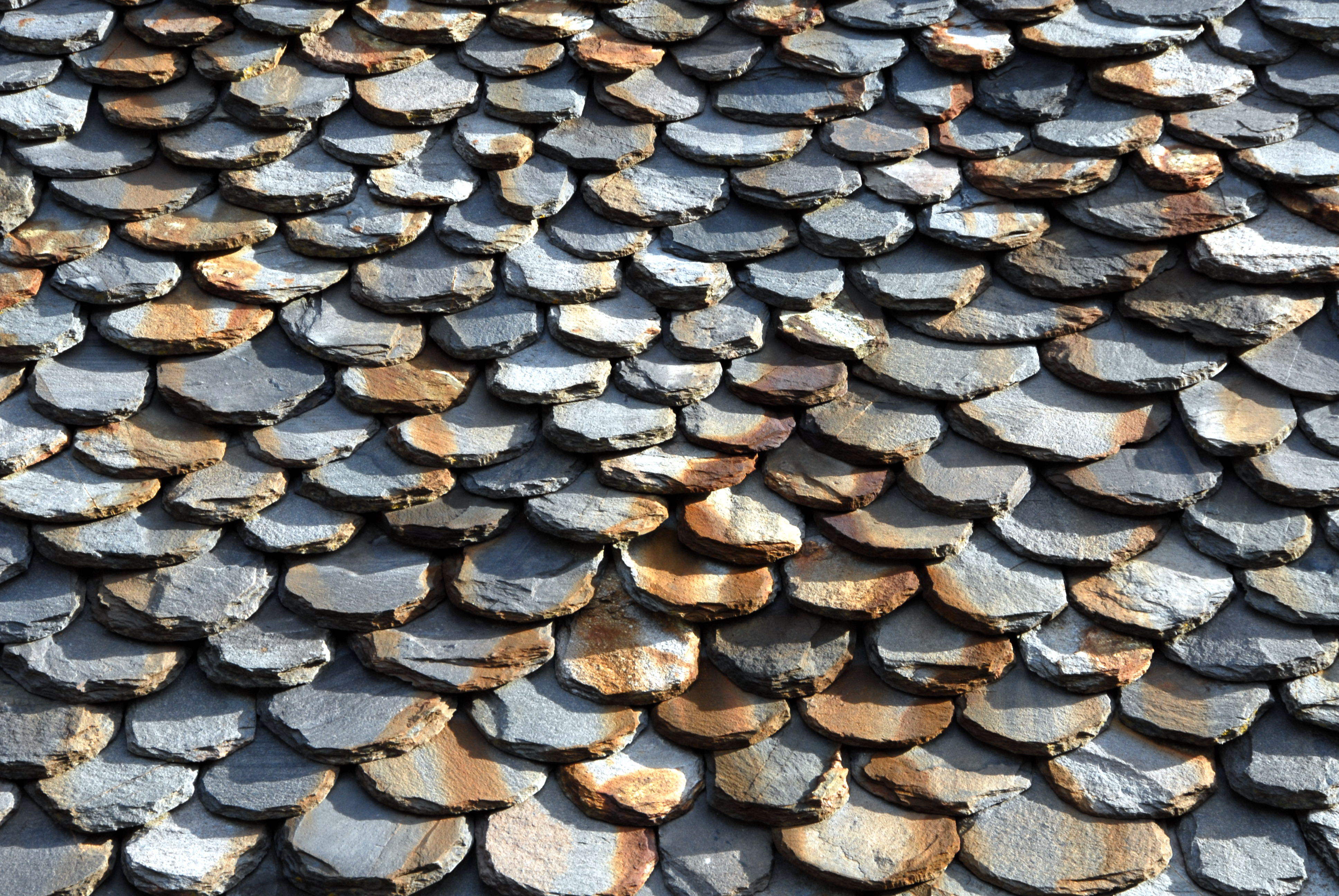
Steindeckung, Kärnten – Biberschwanzdeckung
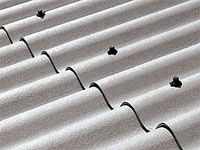
Faserzement – Quadratmeter-Platten, geschraubt
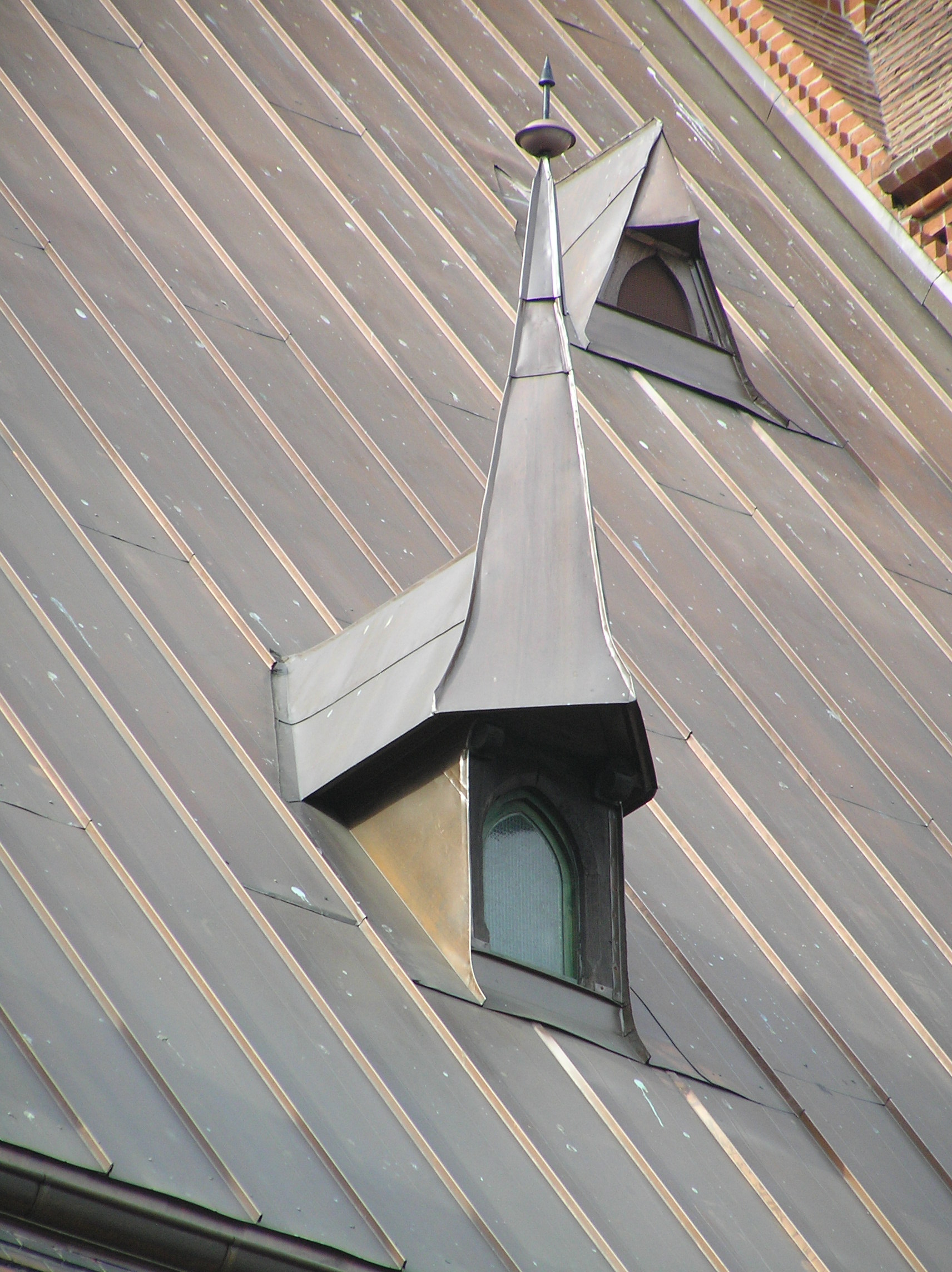
Blechdach – typische Bahnen auf Falz, daneben Galanteriespenglerei
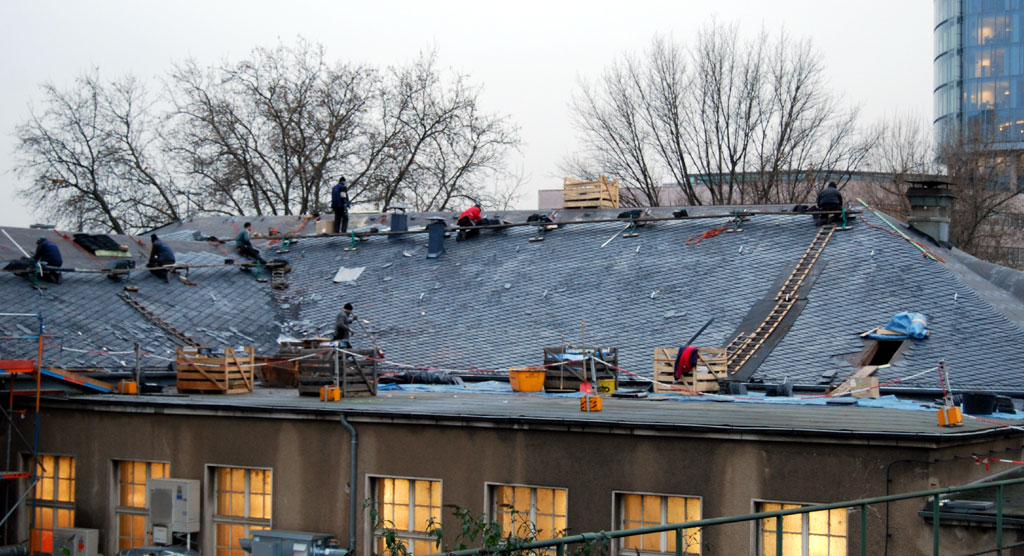
Schiefer-Dachdeckung am Bhf K-Deutz
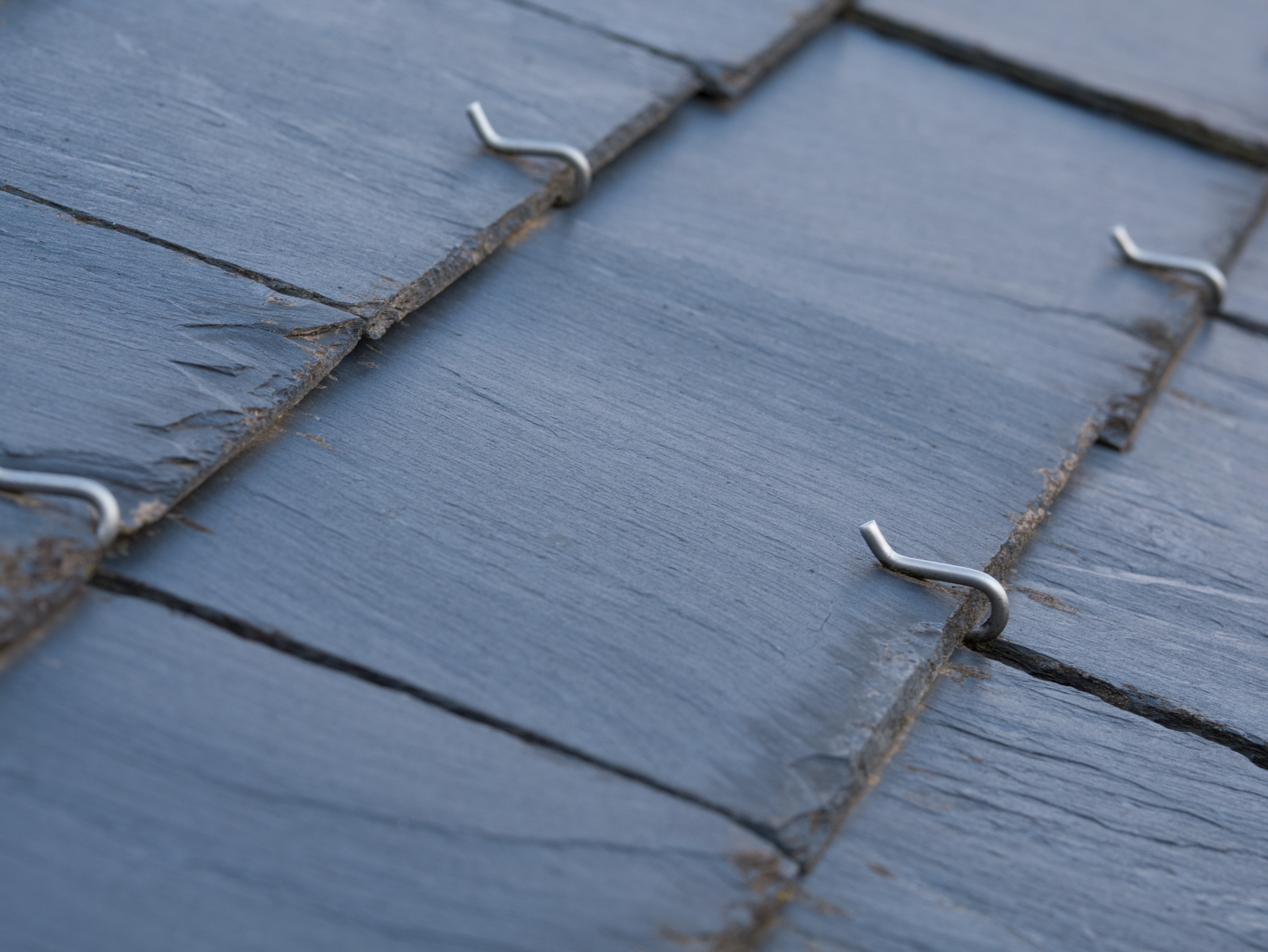
Schieferdach mit Klammerhalterung
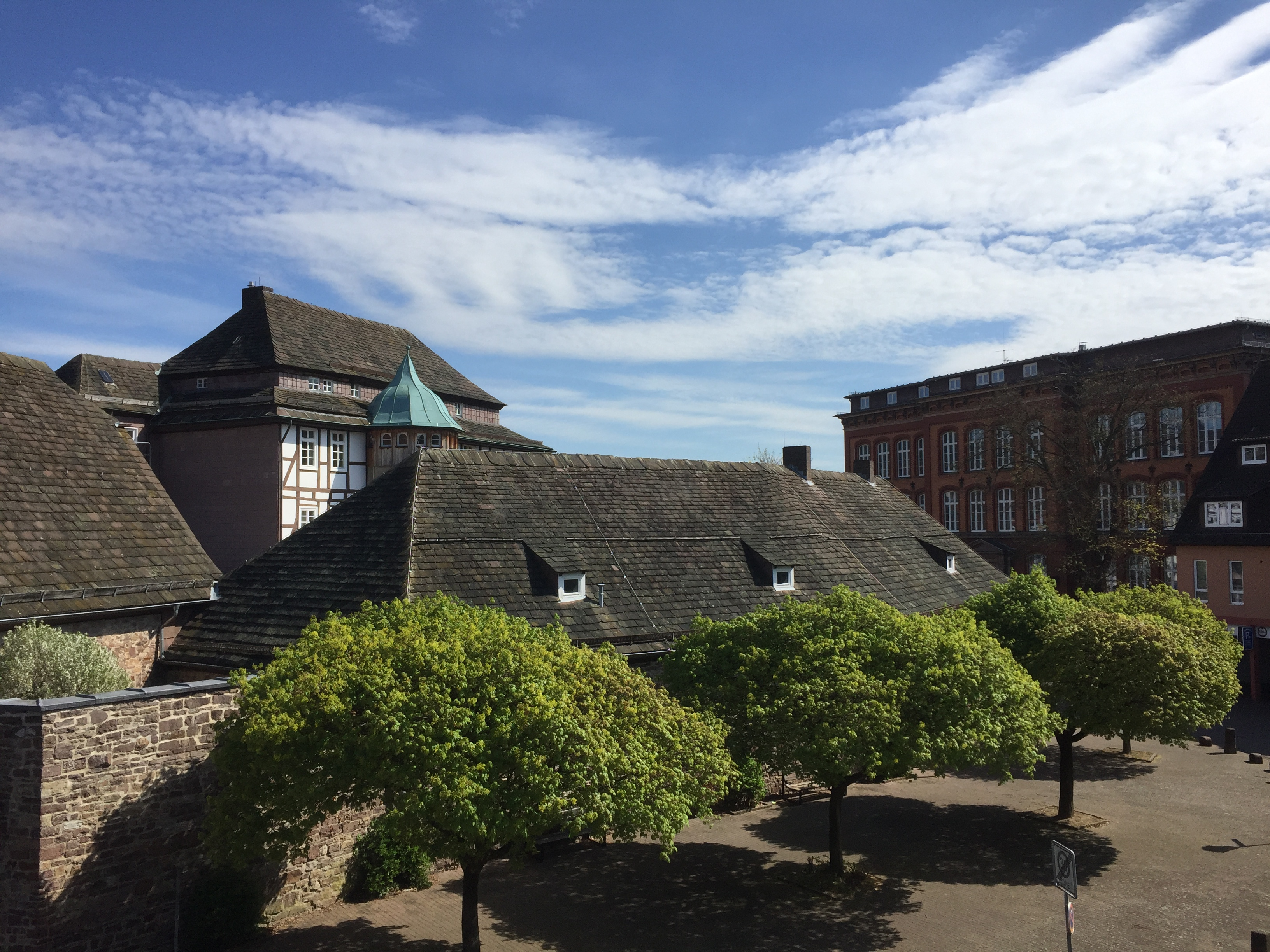
Amtsgericht in Höxter mit ortstypischer Buntsandsteineindeckung (Höxterplatten)

### Weiche Deckungen (Weichdach)
- Grassoden, Gründächer
- Reet oder Stroh (Strohdach)
- Holzbretter, Schindeln
- eine moderne Dachhaut ist eine aus hochreißfesten Folien (tensile membrane structure)

Weitere, teils historische Dacheindeckungen, die heute im Bauwesen nicht mehr eingesetzt werden:
- Holzzementdach
- Matten diverser Faserpflanzen, Blätter, Rinde

Bei organischen Materialien haben alle Kulturen auf lokale Vorkommen zurückgegriffen:
- Bambus (gespaltenes Rohr, wie Mönch und Nonne versetzt) ist etwa in ganz Ostasien noch heute üblich
- Seegras wird weltweit nur auf der Kattegat-Insel Læsø verwendet
- Birkenrinde und Rundhölzer oder Stammabschnitte in Dalarna, Schweden

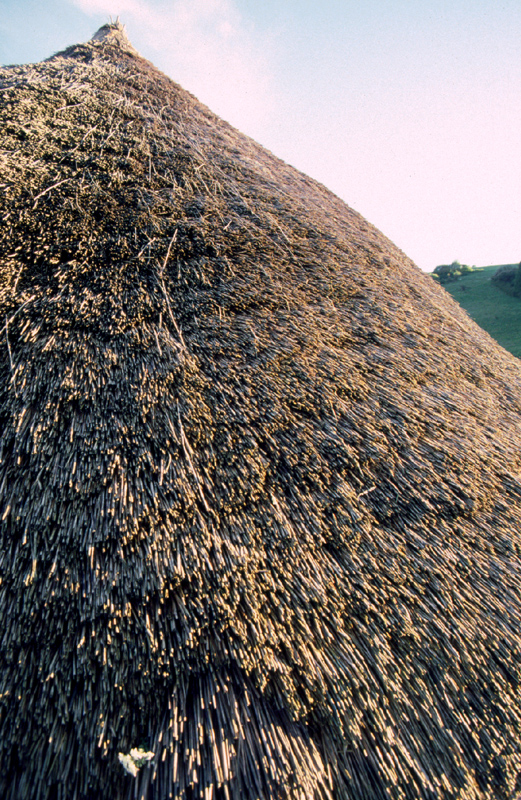
Reetdach (thatched roof), Hampshire, UK
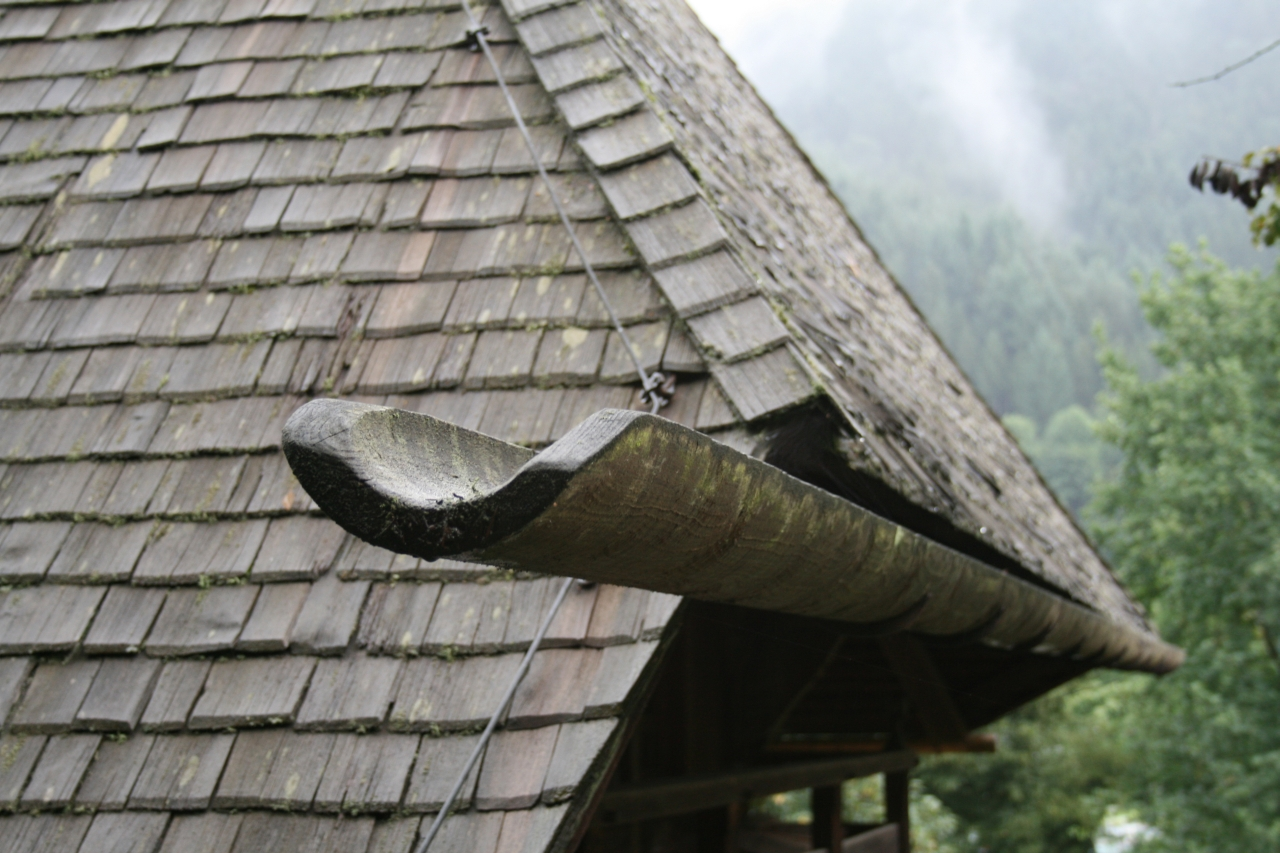
Holzschindeldeckung, Schwarzwald
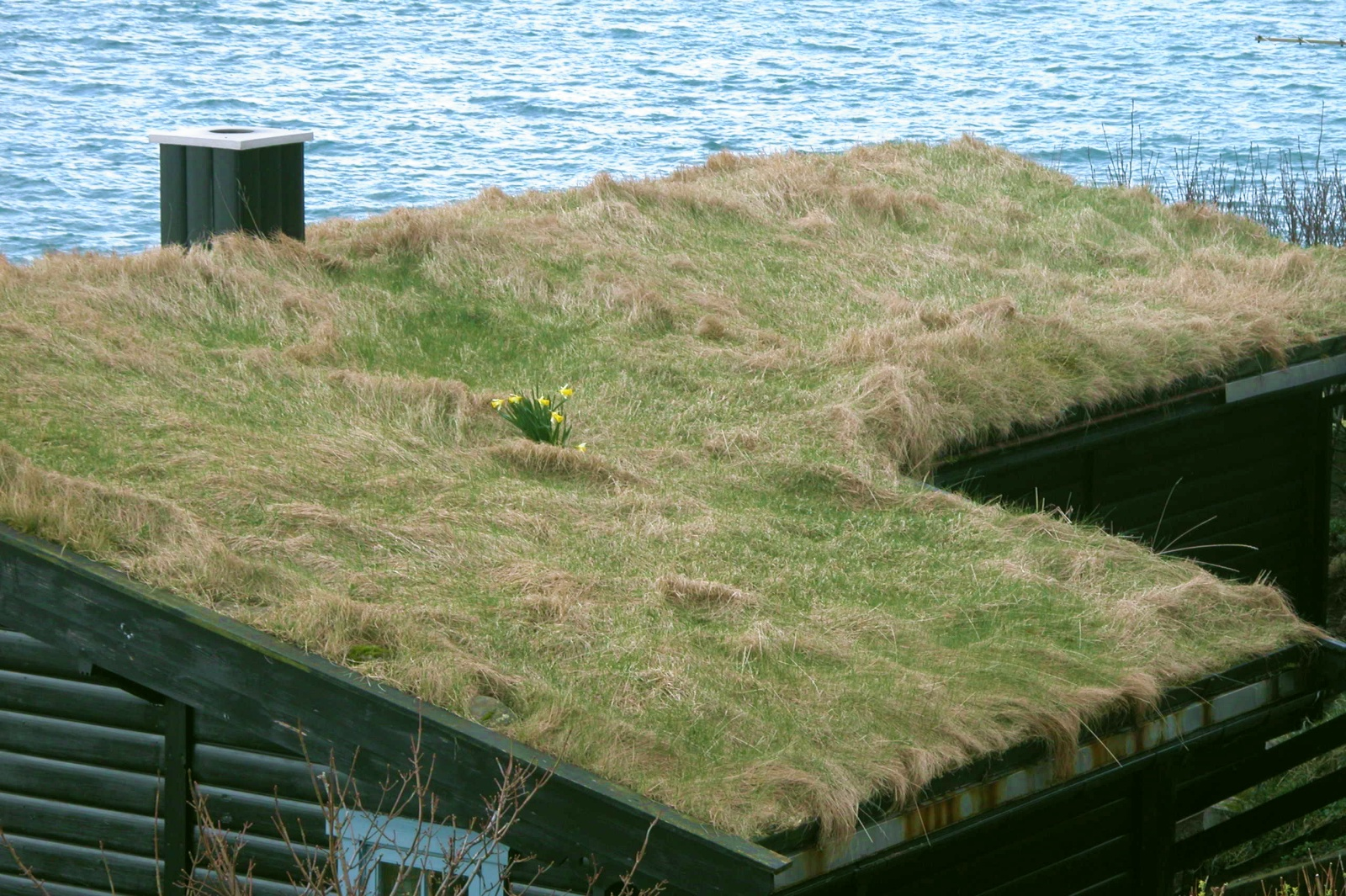
Traditionelles Grasdach, Färöer
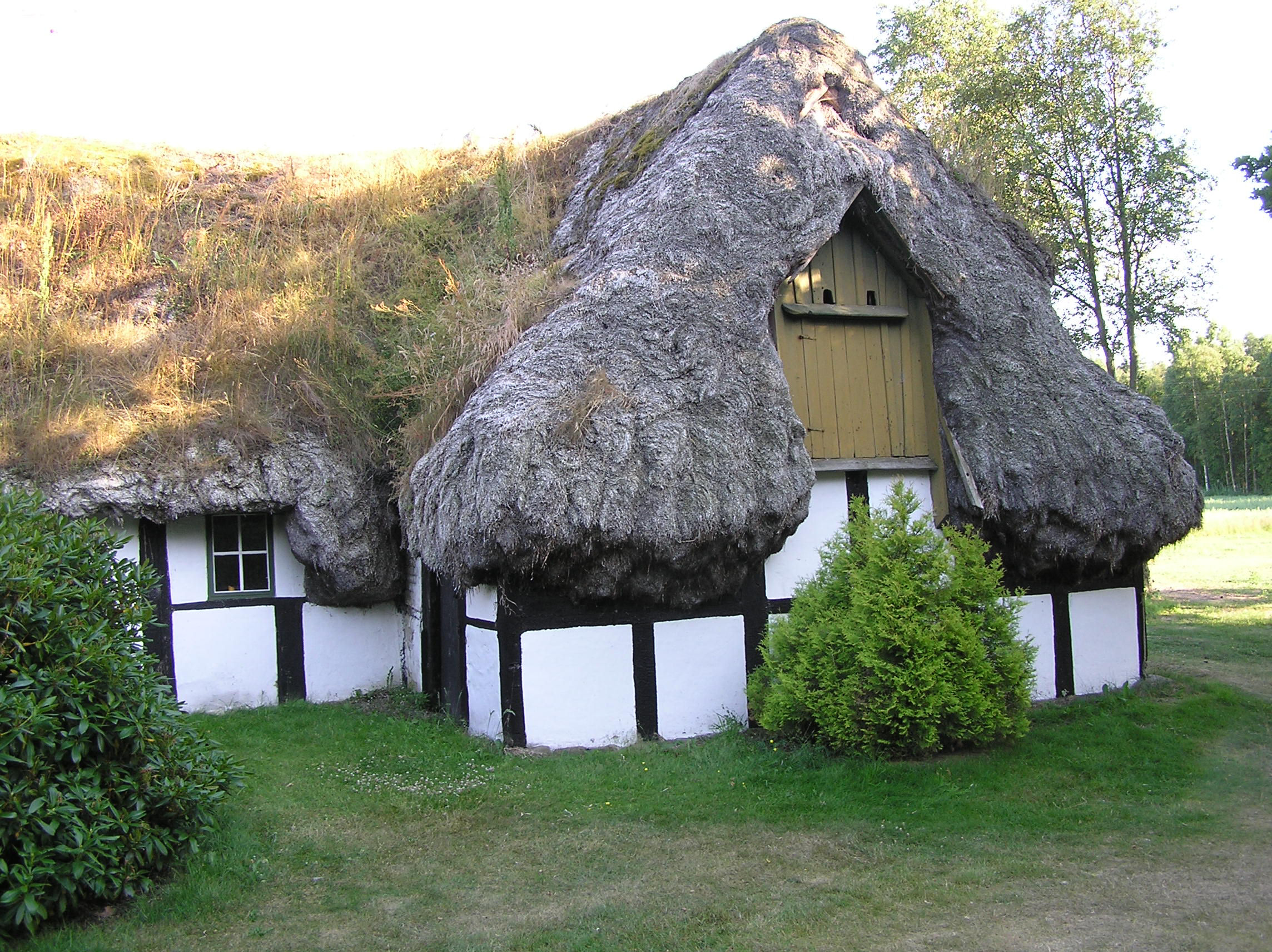
Traditionelles Seegrasdach auf der dänischen Insel Læsø
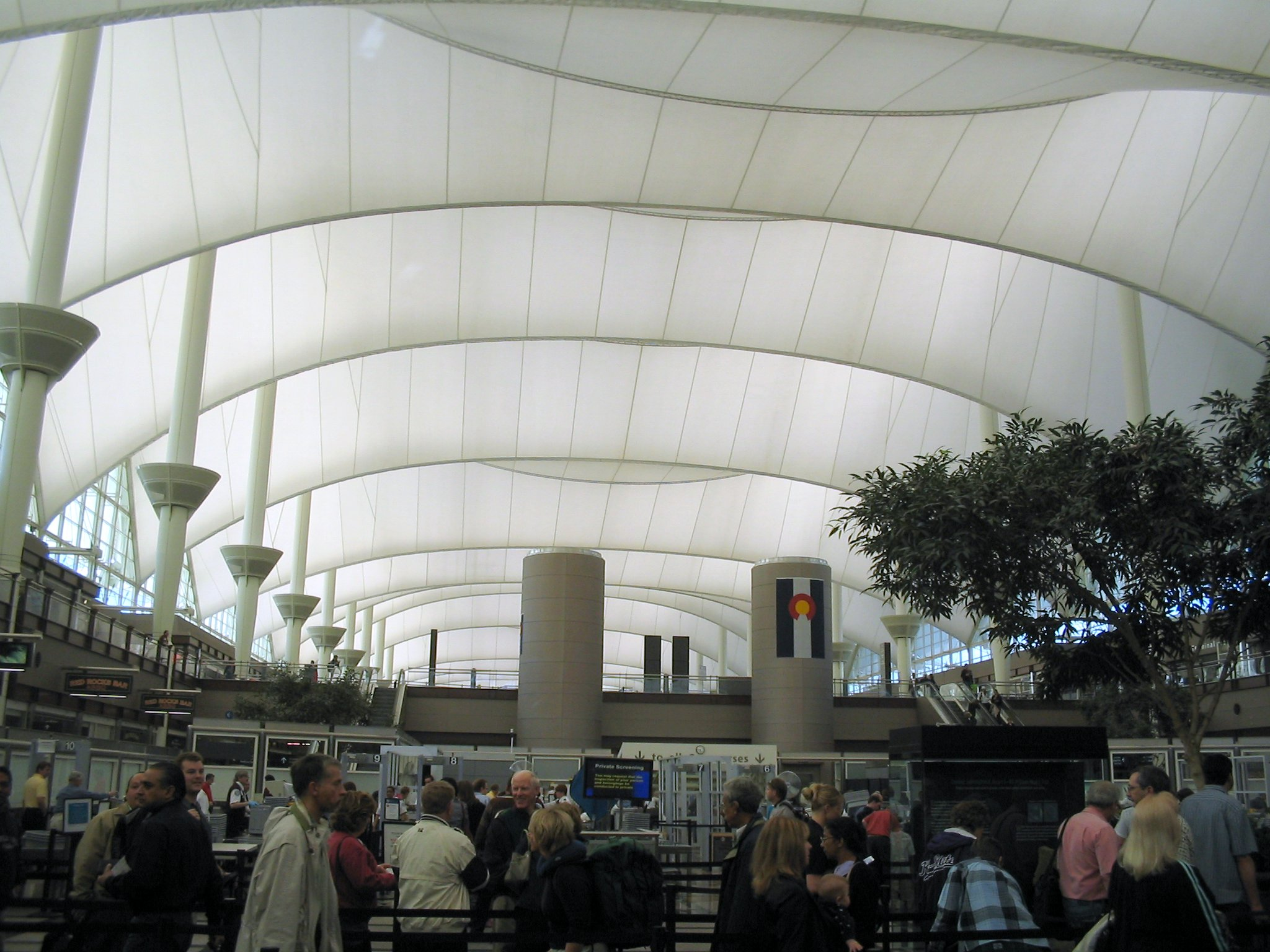
Folienkuppel, Denver
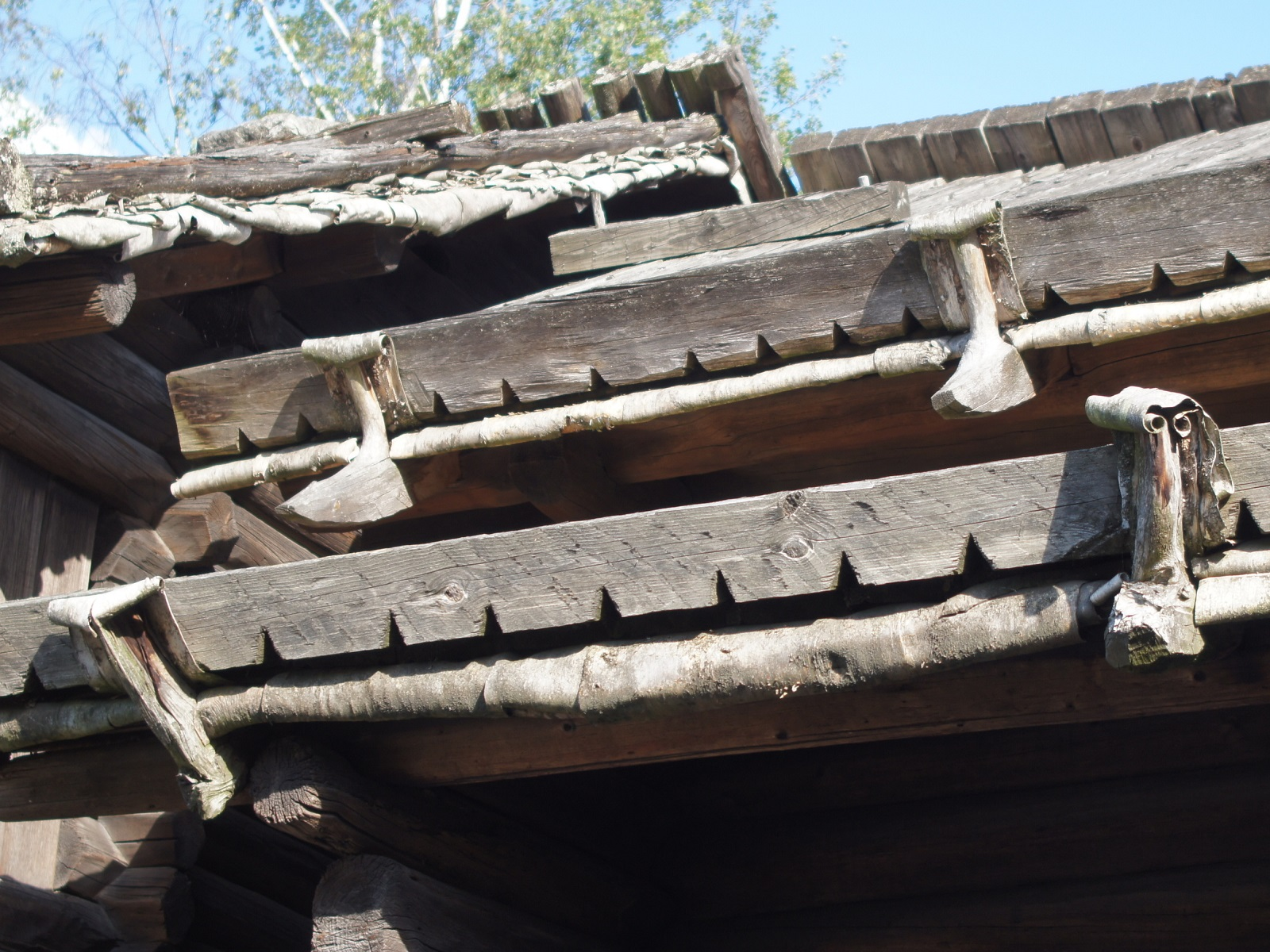
Abdichtung mit Birkenrinde (Moragården)

### Doppel-, Dreifach- und Vierfachdeckung
Nicht mehr üblich sind einfache Eindeckungen, diese sind zwar mit minimalem Materialeinsatz möglich, erfordern aber zusätzlich Abdichtmaßnahmen durch Splisse (dünne Holzschindeln) oder Dichtbahnen. Diese Abdichtung erreicht man heute durch Mehrfachdeckung.
Je nachdem, wie viele Deckelemente (Steine, Schindeln, Platten usw.) in dem Bereich zwischen der Oberkante einer und der damit bündigen Unterkante einer weiteren Schar liegen, spricht man von Doppel-, Dreifach- und Vierfachdeckung. Gezählt wird von unten nach oben, da man Deckelemente auch so verlegen muss. Um die zur Dachneigung unterschiedliche Neigung der Deckelemente auszugleichen, muss an der Traufe ein Ausgleichselement eingefügt sein (halb- oder zweidrittelbreite Steine, verdickte Lattung, Unterleger und Ähnliches).
Vorteil des dreifach gedeckten Dachs gegenüber dem Doppelten ist, dass eine Schar die übernächste vollständig überdeckt. Daher ist das Dach auch dann noch dicht, wenn eine Schindel bricht. Das kommt materialbedingt etwa bei Holzschindeln vergleichsweise häufig vor: Die Schindel spaltet sich durch Spannungen längs entlang der Holzfaser an der Nagelstelle. Die beiden Teile sind noch voll funktionsfähig, aber bei Doppeldeckung könnte an dieser Stelle Wasser einsickern. Daher wird bei dreifach gedeckten Holzschindeldächern oft auch so versetzt, dass die Nagelstellen nie genau über Schindelfugen liegen, was bei den meist variablen Breiten und der freien Wahl der Nagelstelle für dieses Material einfach ist. Der Vorteil gilt für andere Dachmaterialien auch, insgesamt gleicht die Mehrfachdeckung die Materialmängel, wie sie gerade bei natürlichen Materialien vorkommen, ebenso aus wie den Altersverschleiß. Bei modernen Deckungen mit ihrer viel gleichmäßigeren Qualität spielt sie eine geringere Rolle.
Für durchgängige Dachabdichtungen, aber auch für Reet- und Strohdeckungen, bei denen die Halme kontinuierlich überdecken, spielt diese Methode keine Rolle, wohl aber analog für Schalungen.

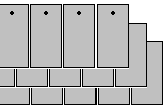
Dreifachdeckung genagelter Holzschindeln
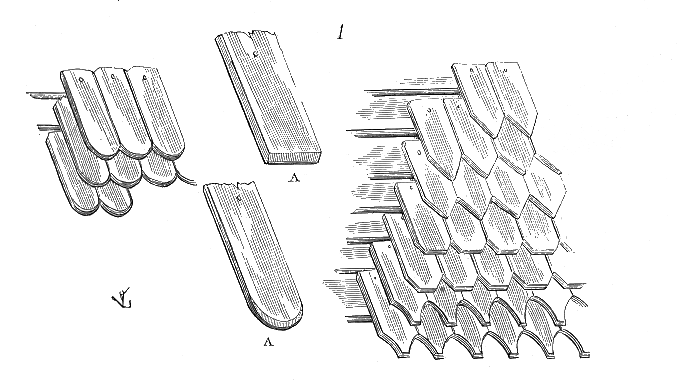
Muster dreifachgedeckter Schindeldächer
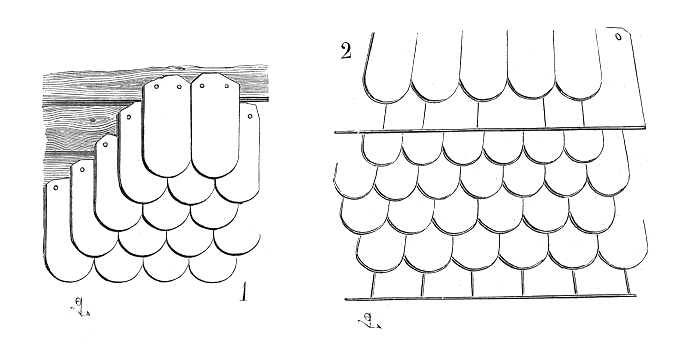
Vierfachdeckung mit genagelten Schieferplatten
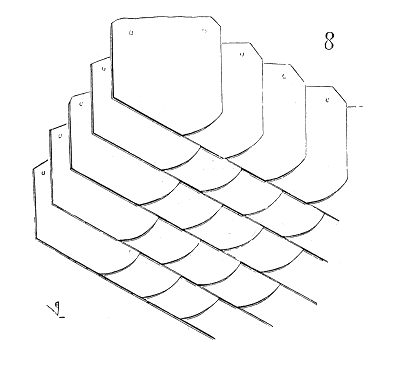
Deutsche Deckung, diagonale Doppeldachdeckung (für Schieferschalung, an der Dachfläche selten)

## Unterkonstruktion

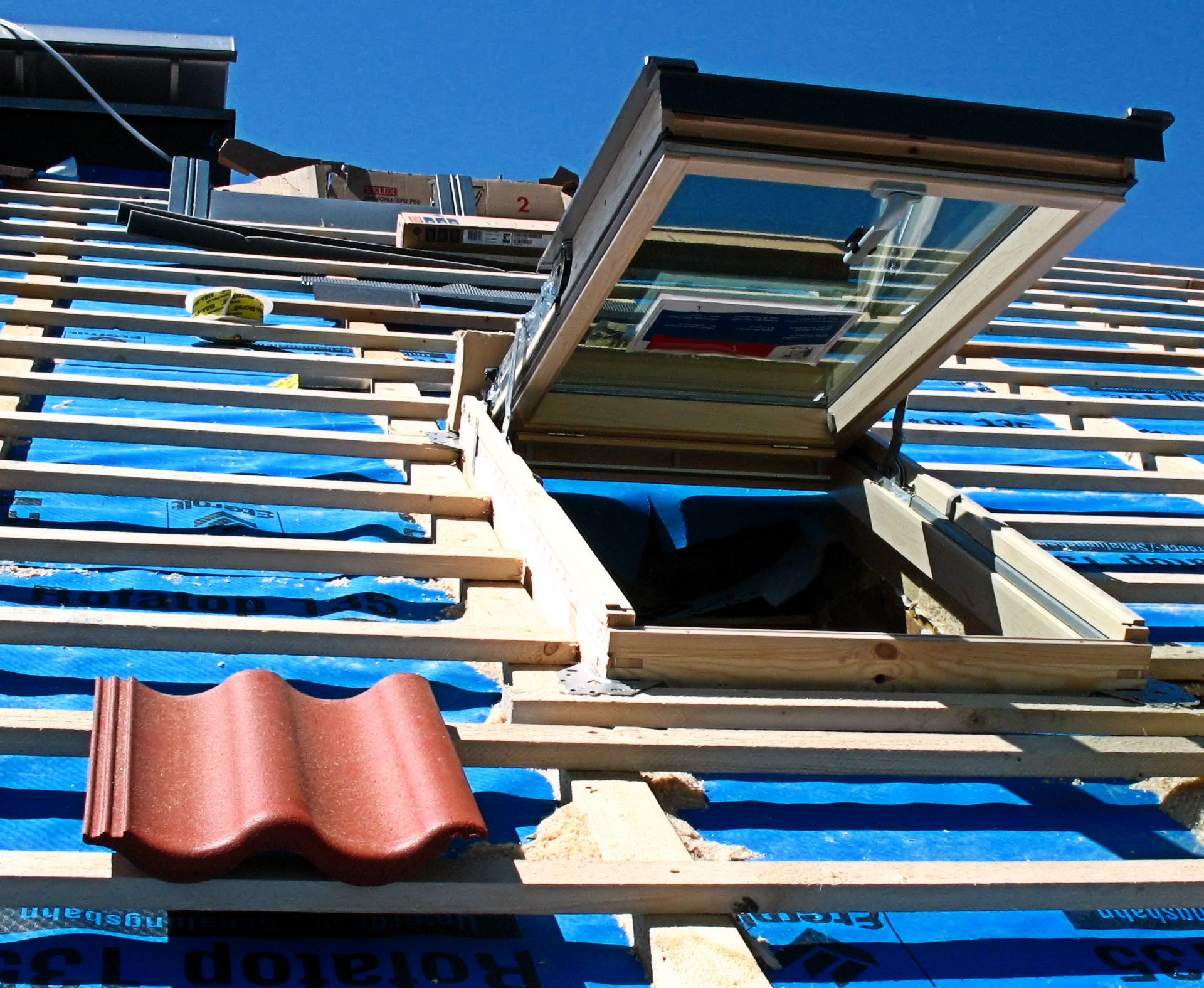
Harzer Pfanne auf Dachlattung, Konterlatte und diffusionsoffene Bahn

Biberschwanz Doppeldeckung ohne Schalung, wasserführende Schicht und Konterlattung

Die Dachdeckung liegt nicht direkt auf der Dachkonstruktion auf. Ziegel und Betondachsteine werden auf quer zur Dachneigung verlegten Dachlatten eingehängt und teilweise befestigt. Darunter liegt, außer bei manchen einfachen sekundären Gebäuden (z. B. Garagen, Lager), das Unterdach.
Blechdächer, reine Pappdächer oder Gründächer werden auf einer Dachschalung verlegt. Lediglich Wellplatten aus Faserzement, Trapezbleche oder Wellblech können selbsttragend auf Sparrenpfetten verlegt werden.